# Bled slot
Bled slot (slovensk: Blejski grad) er et middelalderslot bygget på toppen af en 130 meter høj klint over byen Bled i Slovenien med udsyn over Bledsøen. Det er en af de mest besøgte turistattraktioner i Slovenien kun overgået af Postojnagrotten.[kilde mangler]
| Bygning eller seværdighed | Spire Denne artikel om en bygning, et bygningsværk eller en seværdighed er en spire som bør udbygges. Du er velkommen til at hjælpe Wikipedia ved at udvide den. |

46°22′12″N 14°06′04″Ø / 46.37°N 14.101°Ø